# Стефан Ілич
Стефан Ілич (серб. Стефан Илић; народився 27 березня 1990 у м. Белград, Югославія) — сербський хокеїст, захисник. Виступає за «Партизан» (Белград) у Сербській хокейній лізі. 
Вихованець хокейної школи «Беостар» (Белград). Виступав за команди: «Беостар» (Белград), «Црвена Звезда» (Белград), «Партизан» (Белград).
У складі національної збірної Сербії учасник чемпіонатів світу 2008 (дивізіон II), 2009 (дивізіон II), 2010 (дивізіон I) і 2011 (дивізіон II). У складі молодіжної збірної Сербії і Чорногорії учасник чемпіонатів світу 2008 (дивізіон III), 2009 (дивізіон II) і 2010 (дивізіон II). У складі юніорської збірної Сербії і Чорногорії учасник чемпіонатів світу 2006 (дивізіон II), 2007 (дивізіон II) і 2008 (дивізіон III).